# Bạch Thành
Bạch Thành (tiếng Trung: 白城市; bính âm: Báichéng Shì, âm Hán-Việt: Bạch Thành thị) là một địa cấp thị nằm ở phía tây bắc tỉnh Cát Lâm, Trung Quốc. Bạch Thành giáp Nội Mông về phía bắc và phía tây và Hắc Long Giang về phía đông và phía đông bắc. Thành phố có diện tích 25.683 km², dân số năm 2020 là 1.551.400 người, mật độ dân số đạt 76 người/km². Trong tiếng Mông Cổ, Bạch Thành được gọi là Chaganhot, cũng có nghĩa là Thành Trắng.

## Các đơn vị hành chính
Bạch Thành có 5 đơn vị hành chính cấp huyện gồm 1 quận, 2 thành phố cấp huyện và 2 huyện.
- Quận: Thao Bắc (洮北区)
- Thành phố cấp huyện: Thao Nam (洮南市), Đại An (大安市)
- Huyện: Trấn Lãi (镇赉县), Thông Du (通榆县)